# Harold Wilson (lekkoatleta)
Harold Allan Wilson (ur. 21 stycznia 1885 w Horncastle, zm. 12 maja 1932 w Durbanie) – brytyjski lekkoatleta średniodystansowiec, wicemistrz olimpijski z 1908 z Londynu.
W 1905 jako pierwszy lekkoatleta na świecie uzyskał w biegu na 1500 metrów czas poniżej 4 minut – 3:59,8. Na igrzyskach olimpijskich w 1908 w Londynie zwyciężył w półfinale biegu na 1500 metrów z czasem 4:11,4, a w finale zajął 2. miejsce za Amerykaninem Melem Sheppardem. Prowadził przez niemal cały dystans, lecz na kilka metrów przed metą został prześcignięty przez Shepparda, który wynikiem 4:03,4 wyrównał rekord olimpijski pokonując Wilsona o 0,2 s.
Na tych samych igrzyskach Wilson był również członkiem brytyjskiego zespołu w konkurencji biegu na 3 mile drużynowo. Zespoły składały się z 5 zawodników, ale do klasyfikacji liczono miejsca pierwszych 3 biegaczy zespołu. W biegu finałowym Wilson, który był specjalistą znacznie krótszych dystansów, zajął doskonałe 5. miejsce, ale ponieważ jego koledzy uplasowali się na 3 pierwszych miejscach, nie jest uważany za mistrza olimpijskiego w tej konkurencji.
W 1909 Wilson startował w Stanach Zjednoczonych odnosząc wiele sukcesów. W tym samym roku przeszedł na zawodowstwo i startował z powodzeniem w Afryce Południowej i Kanadzie. Zmarł w Aftyce Południowej w 1932.